# ヴァフシュ・クルガン・テッパ
ヴァフシュ・クルガン・テッパ（英: Vakhsh Qurghonteppa）は、タジキスタンの都市クルガン・テッパにホームを置くサッカークラブである。

## タイトル

### 国内タイトル
- タジク・リーグ：3回
  - 1997, 2005, 2009
- タジク・カップ：2回
  - 1997, 2003

## AFCの大会における成績
- AFCプレジデンツカップ: 2回出場

2006: 準優勝
2010: 準決勝
- アジアクラブ選手権: 1回出場

1998/99: 2回戦
- アジアカップウィナーズカップ: 1回出場

1997/98: 1回戦

## 歴代所属選手
- ヌモンジョン・ハキモフ 2000-2004, 2008-